# Los Bunkers: Un documental by Sonar
Los Bunkers, un documental by Sonar es un documental chileno sobre las vivencias de la banda chilena Los Bunkers en México, país donde están radicados desde 2008. Dirigido por Pascal Krumm, director del vídeo del tercer sencillo del álbum Música libre, Ángel para un final y producido por Gabriel Polgati, Doctor Zombi y Manuel Lagos, exbaterista de la banda y actual mánager en Chile. Es la segunda coproducción entre PK2 digitales y la radio Sonar FM luego de MP3, una película de rock descargable también dirigida por Krumm.

## Trama
El documental muestra las vivencias del día a día del grupo, sus familias y sus hogares, la etapa de composición del disco sucesor al tributo de Silvio Rodríguez, Música libre, el éxito y como han sido recibidos en México, la frustrada presentación en el Festival de Coachella en EE. UU pero luego su impecable presentación en Lollapalooza en Chicago y su posterior gira por los Estados Unidos tocando en escenarios como el Teatro The Roxy y la preparación de la gira de celebración de los 10 años de carrera por México y Chile.

## Estreno y Recepción
El 14 de septiembre se realizó un preestreno en el Centro Cultural Amanda coincidiendo con una posterior presentación de Los Bunkers ese mismo día. El 13 de noviembre fue exhibido en el mismo centro cultural dentro del Festival Cine B. El 25 de ese mes fue liberado el trailér en la página de Sonar FM y el 13 de diciembre fue estrenado oficialmente en el teatro Nescafé de las Artes en el marco del Féstival In-Edit Nescafé y también por vía streaming junto con un web show con Jorge Lira, Doctor Zombi y Pascal Krumm en Sonarfm.cl para ser puesto en descarga gratuita y reproducción en línea después del webshow en tres formatos, SD (480p), HD (720p) y Full HD (1080p) de la misma manera que MP3, una película de rock descargable.
Cabe destacar que durante la emisión del documental vía streaming, el hashtag #DocuLosBunkers fue trending topic llegando al puesto 2 en Chile y hasta el 18 de diciembre, más de 62.000 personas lo habían descargado o visto.

## Premios
- 2011 - Festival In-Edit Nescafé Mejor Documental Chileno. La ceremonia de premiación se realizó el 18 de diciembre en el Teatro Nescafé de las Artes y como premio final el documental se presentará en la versión 2012 In-Edit en Barcelona, España.[1]